# Peacock-Subglazialgraben
Der Peacock-Subglazialgraben (englisch: Peacock Subglacial Trench) ist ein durch Gletschereis vollständig überdeckte Senke mit nordsüdlicher Ausrichtung inmitten des ostantarktischen Wilkeslands. Es stellt die Verlängerung des Aurora-Subglazialbeckens dar und liegt südlich des Dome Charlie sowie westlich des Belgica-Subglazialhochlands.
Seine Ausdehnung wurde mittels Sonarortung im Rahmen eines gemeinsamen Programms des Scott Polar Research Institute, der National Science Foundation und Dänemarks Technischer Universität zwischen 1967 und 1979 ermittelt. Benannt ist er nach der USS Peacock, einem der Schiffe der United States Exploring Expedition (1838–1842) unter der Leitung des Polarforschers Charles Wilkes.